# シェルビー郡 (オハイオ州)
シェルビー郡（英: Shelby County）は、アメリカ合衆国オハイオ州の西部に位置する郡である。2010年国勢調査での人口は49,423人であり、2000年の47,910人から3.2%増加した。郡庁所在地はシドニー市（人口21,229人）であり、同郡で人口最大の都市でもある。
シェルビー郡はその全体で、シドニー小都市圏を構成している。郡名はケンタッキー州知事を務めたアイザック・シェルビーに因んで名付けられた。

## 歴史
18世紀にアルゴンキン語を話すショーニー族インディアンがこの地域に入ってきて、言語的に関係のあるオジブワ語を話すアニシナーベのオタワ族を追い出し、北西に追いやった。ショーニー族には、東部の植民地で白人に追い出されたイロコイ連邦のセネカ族やミンゴ族も加わった。1792年、ヨーロッパ系アメリカ人開拓者ジョン・ハーディンがこの地域でショーニー族に殺された。初期開拓者は彼に因んで郡庁所在地をハーディンと名付けた。
シェルビー郡は1819年にマイアミ郡から分離して設立された。その中には長年ミンスターやニューブレーメンの町が含まれていたが、1848年にシェルビー郡とアレン郡の一部を合わせてオーグレイズ郡が設立されると、その中に入ることになった。
1846年バージニア州から「ランドルフ・スレイブス」と呼ばれた383人の自由黒人集団が郡内の主にラムリーに入植した。彼等は1833年までにバージニア州のプランテーション所有者ロアノークのジョン・ランドルフの遺志によって解放されていた。ランドルフは交通費と自由州の土地に入植する費用を出した。その解放はランドルフの遺志に対する異議申し立てが裁判所に出されたことで遅れたが、1846年に自由を得て移動してきた。ランドルフは40歳以上のものにそれぞれ10エーカー (40,000 km2) の土地を用意した。当時の歴史書ではラムリーについて次のように記していた。「400人の黒人がおり（ヴァンビューレン郡区の人口の半分）、白人の隣人と同じくらい繁栄し、士気、宗教、知性においては白人に等しかった」
1900年、この集団の生存者と子孫がランドルフ元奴隷協会を結成し（後にランドルフ奴隷協会に改名）、ピクワ近くのミッドウェイ公園で最初の同窓会を開催した。当初の開拓者の中から62人が参加した。彼等はバージニア州では奴隷制度の中で生まれていた。解放後に家族と共に小さな子供としてオハイオ州にやってきた。バージニア州のニックネームに因んで彼等はオールド・ドミニオンと呼ばれた。オハイオ州で生まれた者はオハイオ州民と同じく「バッカイ」と呼ばれた。その後長年にわたって同窓会がトロイとシェルビー郡催事広場で開催され、100人から300人が参加した。

## 地理
アメリカ合衆国国勢調査局に拠れば、郡域全面積は410.69平方マイル (1,063.7 km2)であり、このうち陸地407.68平方マイル (1,055.9 km2)、水域は3.02平方マイル (7.8 km2)で水域率は0.74%である。

### 隣接する郡
- オーグレイズ郡 - 北
- ローガン郡 - 東
- シャンペーン郡 - 南東
- マイアミ郡 - 南
- ダーク郡 - 西
- マーサー郡 - 北西

## 人口動態
以下は2010年国勢調査による人口統計データである。
| 基礎データ - 人口: 49,423人 - 世帯数: 18,488 世帯 - 住居数: 20,185軒 人種別人口構成 - 白人: 95.1% - アフリカン・アメリカン: 2.1% - ネイティブ・アメリカン: 0.2% - アジア人: 1.0% - 太平洋諸島系: 0.1% - その他の人種: 1.4% - 混血: 1.6% - ヒスパニック・ラテン系: 0.1% 年齢別人口構成 - 18歳未満: 28.6% - 18-24歳: 8.2% - 25-44歳: 29.3% - 45-64歳: 21.7% - 65歳以上: 12.2% - 年齢の中央値: 35歳 - 性比（女性100人あたり男性の人口） - 総人口: 98.6 - 18歳以上: 96.4 | 世帯と家族（対世帯数） - 18歳未満の子供がいる: 36.9% - 結婚・同居している夫婦: 60.7% - 未婚・離婚・死別女性が世帯主: 9.3% - 非家族世帯: 25.8% - 単身世帯: 22.0% - 65歳以上の老人1人暮らし: 8.9% - 平均構成人数 - 世帯: 2.63人 - 家族: 3.13人 収入と家計 - 収入の中央値 - 世帯: 48,475米ドル - 家族: 51,331米ドル - 性別 - 男性: 36,212米ドル - 女性: 24,470米ドル - 人口1人あたり収入: 20,255米ドル - 貧困線以下 - 対人口: 6.7% - 対家族数: 5.3% - 18歳未満: 8.3% - 65歳以上: 5.3% |

## 郡区

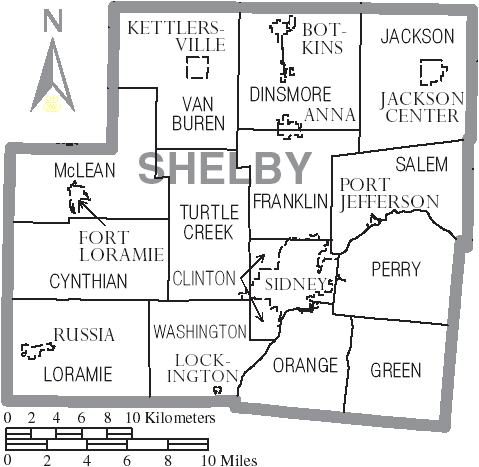
シェルビー郡図

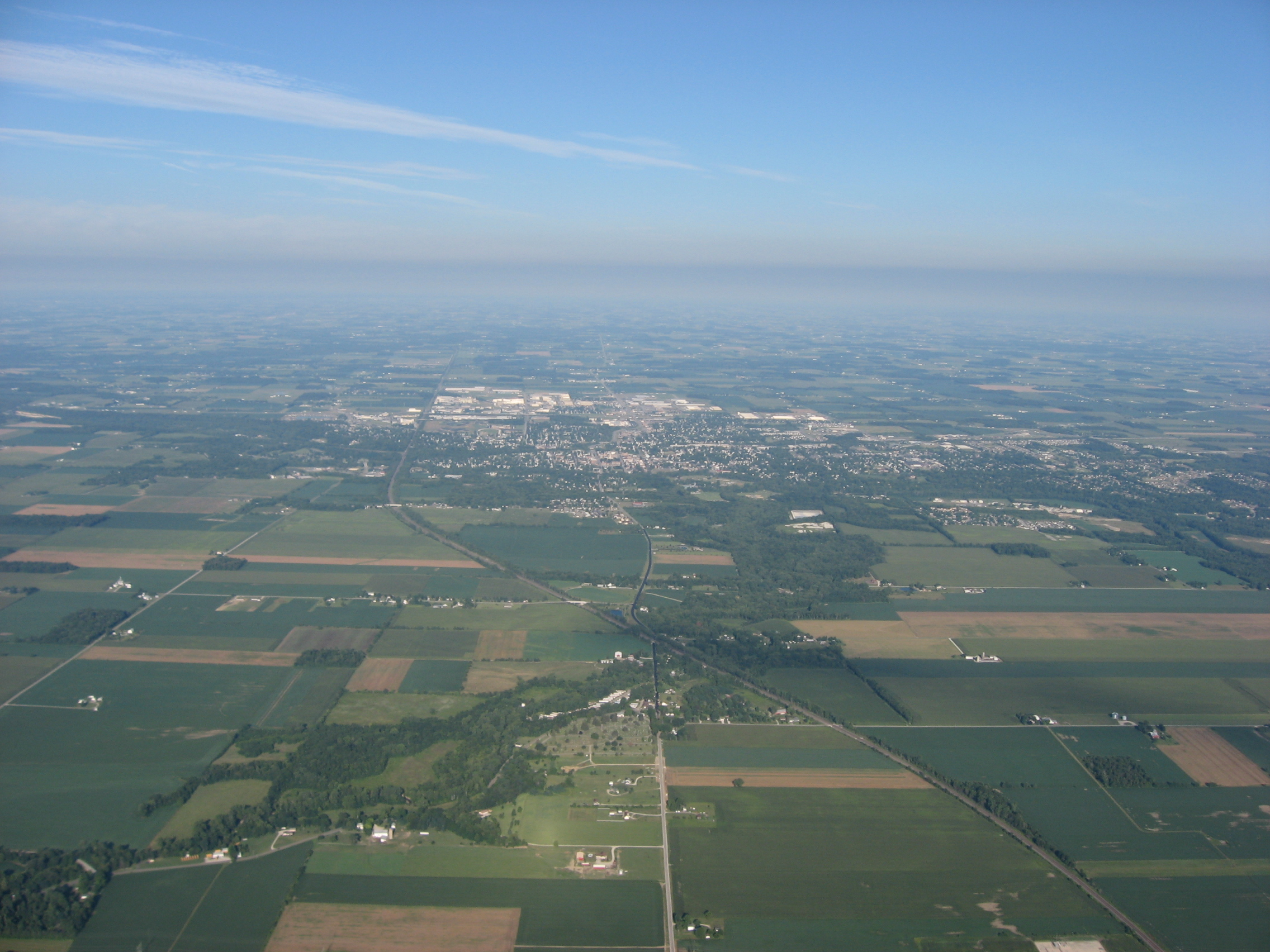
シドニー市を東から望む

シェルビー郡は下記14の郡区に分割されている。
| - クリントン - シンシアン - ディンズモア - フランクリン - グリーン | - ジャクソン - ロラミー - マクリーン - オレンジ - ペリー | - セイラム - タートルクリーク - ヴァンビューレン - ワシントン |

### 都市
- シドニー - 郡庁所在地

### 村
| - アンナ - ボトキンス - フォートロラミー - ジャクソンセンター | - ケトラーズビル - ロッキントン - ポートジェファーソン - ロシア |

### 国勢調査指定地域
| - ニューポート |

### 未編入の町
| - ヒューストン - カークウッド - メイプルウッド - マッカーティビル | - モントラ - マウントジェファーソン - ペンバートン | - セントパトリック - スワンダーズ - タワワ |

## 著名な出身者
- ポール・ラウターバー（シドニー出身） - 化学者、ノーベル生理学・医学賞を受賞。